# Schiltal

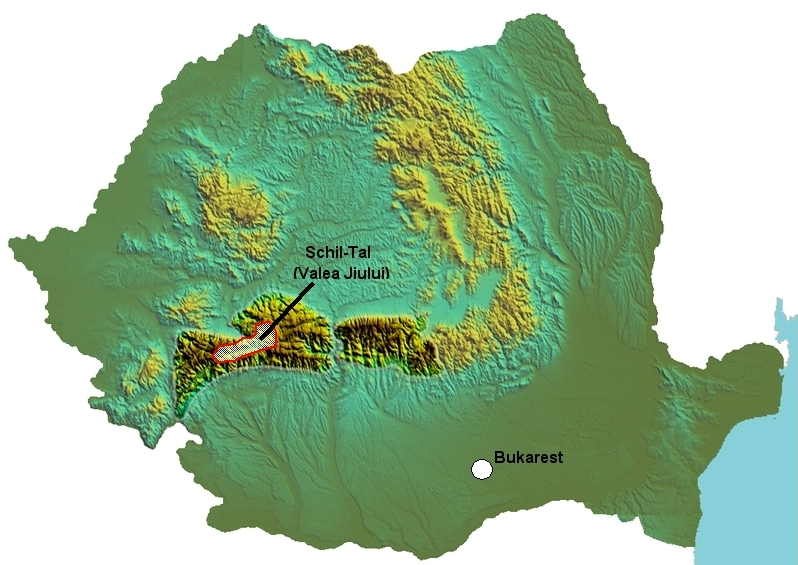
Lage des Schiltals

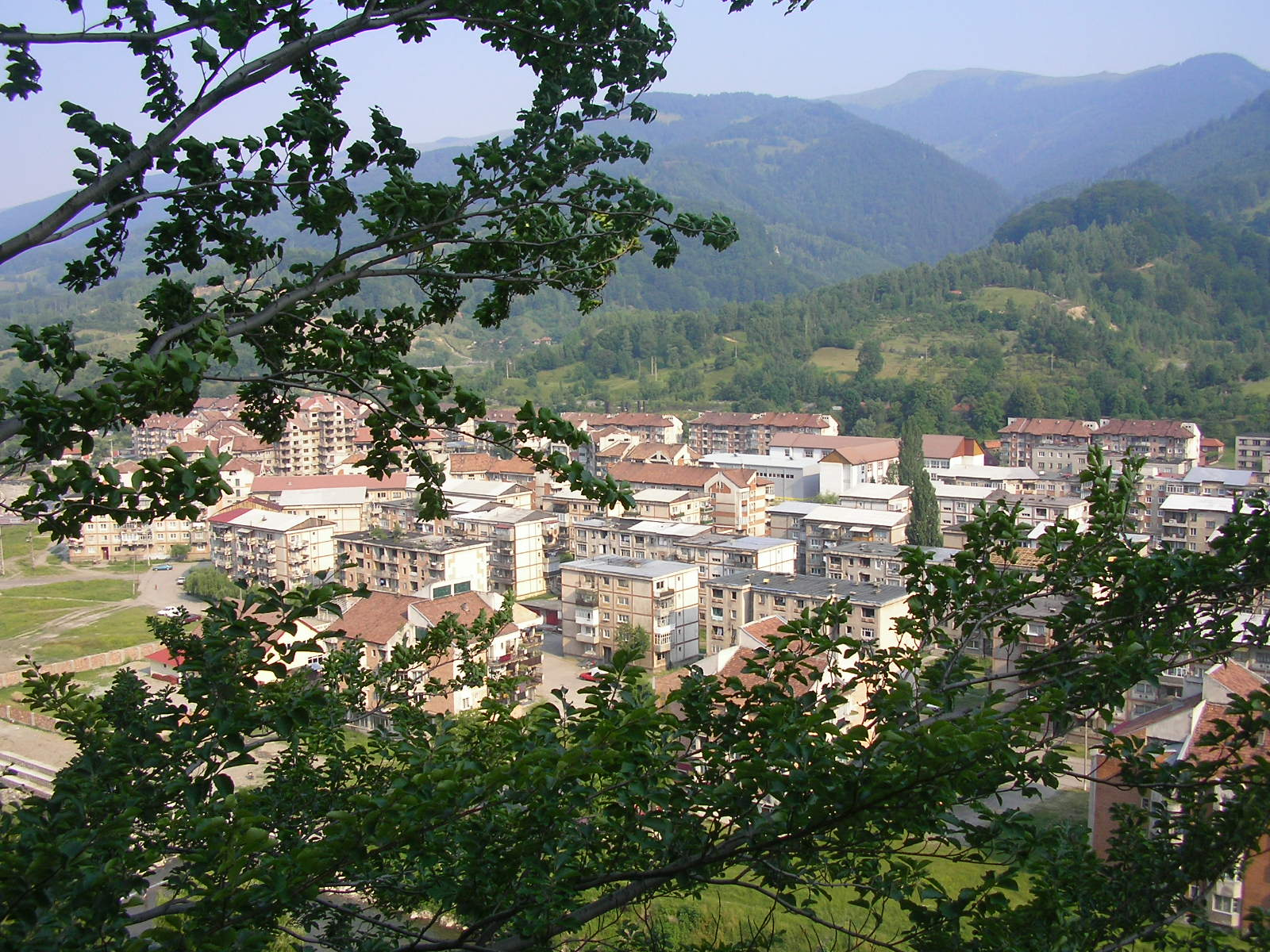
Die Bergarbeiterstadt Uricani

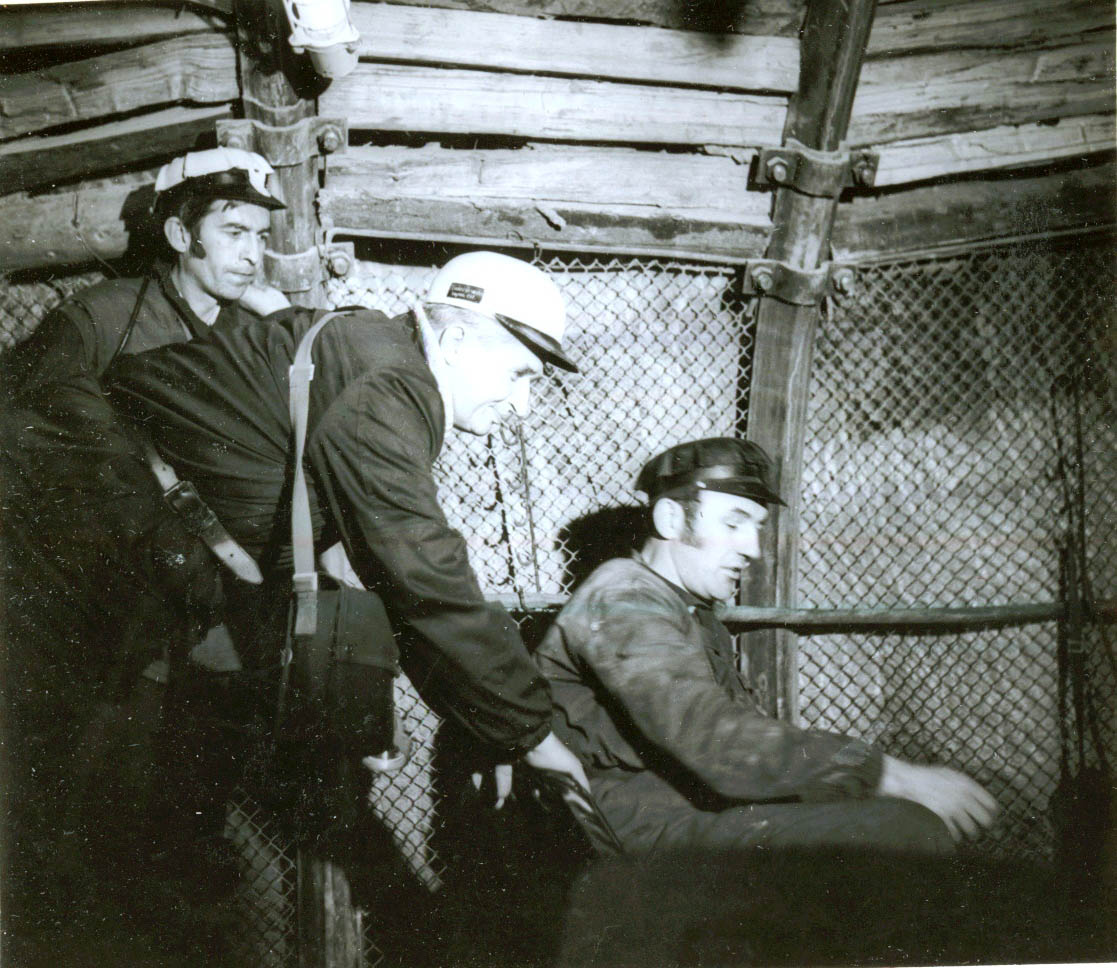
Ceaușescu besucht ein Kohlebergwerk in Lupeni, 1977

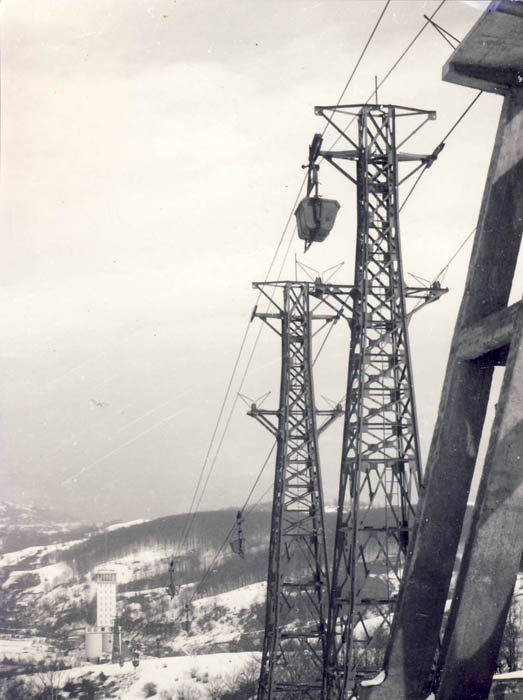
Kohlebergwerk in Aninoasa

Das Schiltal (rumänisch Valea Jiului) ist eine rumänische Bergbauregion im Südwesten Siebenbürgens. Das Tal war lange Zeit das wichtigste Kohleabbaugebiet in Rumänien. Die Entwicklung der Region ist auf das Engste mit der Industrialisierung des Landes verbunden. Die Bergarbeiter des Schiltals und ihre Gewerkschaften griffen mehrmals in die Innenpolitik des Landes ein, zuletzt durch die Mineriaden in den 1990er Jahren. Durch die langjährige Ausbeutung der ertragreichsten Lagerstätten ging die Produktivität des Kohlebergbaus stark zurück und zahlreiche Bergwerke wurden geschlossen, was zu starken sozialen Umwälzungen und Arbeitslosigkeit führte.
Geographisch wird nur der Oberlauf des Schil als Schiltal bezeichnet, bevor dieser aus den Südkarpaten heraustritt und südlich in die Ebenen der Kleinen Walachei (rum.: Oltenia) fließt. Im Quellgebiet entspringen die beiden Hauptflüsse des Schiltals, der Westliche Schil (Jiul de Vest, auch Jiu Românesc) und der Östliche Schil (Jiul de Est, auch Jiul Unguresc), die sich südlich der Stadt Petroșani vereinen. Politisch gehört das Schiltal zum Kreis Hunedoara.

## Geschichte
Das Schiltal war seit dakischer Zeit besiedelt. Als die Römer die Macht über Dakien übernahmen, beachteten sie das Schiltal nur am Rande. Bekannt ist, dass die Römer in geringem Maße Gold aus dem Schil wuschen. In der Zeit der Völkerwanderung diente das Schiltal als Rückzugsgebiet für dakoromanische Bevölkerungsteile. Es wird angenommen, dass sich die kleine Volksgruppe der Momarlanen (Momârlani) hier niederließ, und in dieser Isolierung angeblich besonders ursprüngliche dakische Traditionen bewahrte.
Aus dem Mittelalter ist wenig bekannt, die ältesten urkundlich erwähnten Ortschaften sind Aninoasa (1442), Vulcan (1462) und Petrila (1493), während Petroșani, gegründet von Siedlern aus Petros, erst 1640, Lupeni erst 1770 und Uricani erst 1818 erstmals erwähnt werden. In dieser Zeit wurde das Tal mehrmals von osmanischen Truppen (Akıncı) auf ihrem Weg nach Siebenbürgen durchquert und geplündert, zuletzt 1788 im russisch-österreichischen Türkenkrieg (1787–1792). Bis ins frühe 19. Jahrhundert war das Schiltal wegen seiner isolierten, von Gebirgen umgebenen Lage weitgehend unbesiedelt. Lediglich einige Hirten aus dem Wallenthal und dem Strelltal nutzten die ergiebigen Weideflächen und Almen als Sommerweiden für ihre Herden. Diese Hirten errichteten auch erste neuzeitliche Siedlungen, die später die Kerne der urbanen Entwicklung bildeten. Noch 1818 lebten lediglich 2.550 Personen im Schiltal.
Anfang des 19. Jahrhunderts fanden Geologen die reichen Steinkohlelagerstätten im Schiltal und 1840 wurde in Petrila das erste Bergwerk von der Firma Brüder Karel und Hoffmann eröffnet. Damals gehörte das Fürstentum Siebenbürgen und damit das Schiltal zur Habsburgermonarchie. Die ersten Bergleute wurden aus allen Teilen der Monarchie angeworben, darunter Polen aus Schlesien, Tschechen aus dem böhmischen Teil des Erzgebirges, Slowaken und deutschsprachige Zipser, Österreicher, Buchenlanddeutsche, Kroaten, Ungarn und rumänische Bergleute aus den Siebenbürgischen Westkarpaten und aus Baia Mare in der Maramuresch. In kurzer Zeit wurden zahlreiche Bergwerke errichtet, allein in Petroschen wurden im Jahr 1845 25 Kohlezechen eröffnet.
Die ungarische Revolution 1848/1849 unterbrach die Entwicklung der Region kurzfristig, danach führte die fortschreitende Industrialisierung der Habsburgermonarchie zu einem steigenden Kohlebedarf. Nach dem österreichisch-ungarischen Ausgleich von 1867 kamen Siebenbürgen und das Schiltal unter ungarische Verwaltung und am 25. August 1869 wurde mit dem Bau einer Eisenbahn begonnen, die den Hauptort des Tals, Petroschen, über Simeria mit dem ungarischen Schienennetz verbinden sollte. Bei den Bauarbeiten wurde ein Silberschatz aus 200 antiken Münzen gefunden, darunter Münzen Philipps II. von Makedonien. 1870 wurde die Eisenbahn eingeweiht und die Kohle des Schiltals konnte nun zu den industriellen Zentren der Monarchie transportiert werden. Dennoch verlief die Entwicklung langsam und das gesamte Schiltal hatte zu Beginn der 1880er Jahre nur etwa 6.000 Einwohner. 1870 wurde von der Bergwerksgesellschaft in Petroschen eine deutschsprachige Schule für die Bergarbeiterkinder eröffnet, zwei Jahre später folgte eine staatliche ungarische Schule. 1873 gab es im Tal aufgrund der schlechten sanitären Zustände eine Choleraepidemie, daraufhin kamen 50 Franziskaner aus München, um die Kranken zu pflegen. 1890 bis 1892 wurde die Eisenbahnlinie ins westliche Schiltal bis nach Lupeni verlängert.
Nach dem Ersten Weltkrieg wurde die Region 1919 an das Königreich Rumänien angeschlossen. Im August 1929 kam es im Schiltal zu Protesten der Bergleute, die die national-konservative Regierung unter Iuliu Maniu gewaltsam unterdrückte. Am 5. August 1929 wurden in Lupeni 36 Arbeiter getötet und 56 verletzt. Im Zuge der Weltwirtschaftskrise verschlechterte sich die Lage weiter. Der rumänische Stahlbedarf ging zwischen 1929 und 1932 um 41 % zurück und damit auch der Bedarf an Kohle. Im Februar 1933 kam es deshalb erneut zu Arbeitskämpfen, großen Streiks und blutigen Ausschreitungen im Schiltal. Bis 1934 musste die Hälfte der Kohlebergwerke schließen.
1948 wurden die bis dahin in Privatbesitz befindlichen Kohlezechen nach der Machtübernahme der Kommunisten unter Ministerpräsident Petru Groza verstaatlicht und in den Komplex der sowjetisch-rumänischen SovRom-Betriebe eingegliedert. In Urceni wurde ab 1947 Steinkohle für die Kokerei und damit für die Stahlindustrie gefördert. 1949 wurde im Schiltal eine Montanuniversität errichtet und die Industrialisierung des Landes massiv vorangetrieben.